# Klasszikus gitár
A klasszikus gitár vagy spanyol gitár a húros, pengetős hangszerek családjába tartozik. A gitárnak ez a válfaja a 19. század folyamán nyerte el ma ismert formáját, elsősorban spanyol hangszerkészítők munkájának eredményeként. Ez az a hangszerváltozat, amelyen klasszikus zenét játszanak, de sok ország népzenéjének, társasági zenéjének is fontos kelléke, és napjaink könnyűzenéjében, műkedvelő muzsikálásában is fontos szerepet kap.
Jellemzően minden gitár fogólapos pengetős hangszer, dobozszerű felépítésű, kávával összekötött tetővel és hátlappal rendelkezik, nyaka a testtől élesen elkülönül, hathúros, melyeket kvartokra (és nagytercre) hangolnak. A klasszikus gitárt a többi gitárféleségtől megkülönböztető legfontosabb jegye, hogy húrjai nem fémből, hanem bélből, vagy újabban ahhoz hasonló tulajdonságú szintetikus vagy más, a fémeknél kisebb sűrűségű anyagból készülnek. A húrok viszonylag nagyobb átmérője, ugyanakkor kisebb feszítettsége a hangszer konstrukciójára, játékmódjára is kihat. A klasszikus gitárt nem pengetővel, hanem a kéz négy ujjával, körömmel vagy ujjbeggyel pengetik, így a ritmikus akkordjáték (rasgueado) mellett – a klasszikus koncertzene igényeinek megfelelően – többszólamú dallamjátékra (punteado) is alkalmas.

## Leírása
A klasszikus gitár fából készül, körülbelül egy méter hosszú, ennek nagyjából felét a nyak, felét a test teszi ki. Hangolófeje lapos, a húrok behangolását mechanikus húrgépek teszik lehetővé. Fogólapja bundozott, egészen a tetőn lévő kerek hanglyukig nyúlik, jellemzően 19 érintő van rajta. Hat húrja a tetőre ragasztott, egymással egybeépített húrlábhoz, illetve húrtartóhoz csatlakozik. A húrok leggyakoribb hangolása E – A – d – g – h – e'. A három legmélyebb húr fémszállal van körbetekerve. A klasszikus gitárnak jellegzetes homokóraszerű kontúrja van, testének felépítése dobozszerű, a tetőt a hátlappal egy 9-10 centiméter széles, a formájának megfelelően többszörösen meghajlított oldallap, káva köti össze.
A klasszikus gitáron leggyakrabban ülő helyzetben játszanak úgy, hogy nyaka a bal kézben van, miközben a jobb kéz pengeti a húrokat. A kényelmes tartás érdekében a hangszer teste a hangszerjátékos – egy lábtámasszal kissé megemelt – bal combján nyugszik. Játék közben a nyak enyhén felfelé irányul, a fogólap síkja kifelé néz. A többi fogólapos húros hangszerhez hasonlóan a megszólaló hangok magasságát a zenész úgy módosíthatja, hogy bal kezének ujjaival a fogólap megfelelő pontján a húrokat leszorítva lerövidíti azok rezgő hosszúságát. A klasszikus gitáron – a legtöbb mai fémhúros gitárféleségtől eltérően – a hüvelykujjat erre a célra nem használják, az csak támasztékul szolgál. A pengetésben a kisujj kivételével a jobb kéz összes ujja részt vesz, ritmikus játéknál, akkordozásnál a kisujjnak is jut szerep. A zenésznek több lehetősége is van a megszólaló hang minőségének, dinamikájának, színezetének meghatározására, a pengetés erősségének, irányának, helyének megválasztásával, a bal kézzel alkalmazott nyújtással, vibratóval, tompítással. Fontos megjegyezni, hogy a klasszikus gitár hangminőségének fontos összetevője a zenész körmeinek nagysága, minősége, állapota is, így a körömreszelő a gitározás nélkülözhetetlen kelléke.

## Felépítése

### Nyak
Általánosabb értelemben a fogólapos hangszereknek a hangszertestből kinyúló darabját a hangolófejjel, a fogólappal együtt nevezzük nyaknak, szűkebb értelemben csak azt a részét, amely a fogólapot, a fejet hordozza. Anyaga azonos a fej anyagával, klasszikus gitár esetén legtöbbször középkemény cedrela („Honduras-cédrus”) vagy mahagóni. A faanyag megválasztásának itt nagy jelentősége van, mivel a nyaknak kell elviselnie a hat húr – kb. 40 kilopondnak megfelelő – feszítőerejét, és stabilitását a klimatikus körülmények változása, az anyag öregedése mellett is meg kell tartania. Megfelelő minőségű anyag esetén nincs szükség az acélhúros gitároknál megszokott fém merevítőpálcára, de nagyon vékony nyak esetén néha keményfa – újabban alumínium vagy szénszálas – merevítőbetétet alkalmaznak.
A nyak méreteinek, formájának – profiljának – fontos szerepe van abban, hogy egy adott zenész bal keze számára a hangszer mennyire kényelmes, mennyire könnyen játszható. A nyak szélessége a nyeregnél 50–56 milliméter közötti, legtöbbször 52 milliméter, az oktávponton 60–65, legtöbbször 62 milliméter. A vastagsága 20 és 25 milliméter között van. Annak érdekében, hogy a húrok a fogólap fölött megfelelő magasságban fussanak, a nyak síkja nem párhuzamos a hangszertető síkjával, hanem kis mértékben előre bukik.
A nyak a testhez való illeszkedésének helyén a káva szélességének megfelelően kecsesen visszahajló vonalban megvastagodik, ezt a részt tacónnak, saroknak nevezik, egy régi spanyol lábbeli magasított sarkával való hasonlósága miatt. A nyaknak a testhez való rögzítése kétféle lehet: vagy a vonós hangszereknél megszokott módon csapolással csatlakozik a hangszertest belsejében lévő tőkéhez, vagy maga a nyak tovább folytatódik a test belsejében, és az oldallapok kétfelől a nyak oldalába futnak. Ilyenkor a felső tőke valójában a nyak meghosszabbítása. Ez utóbbi megoldás elsősorban a Spanyolországban készített gitárokra jellemző.

#### Fej

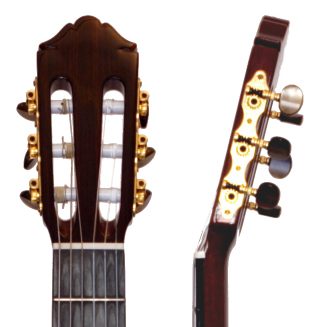
Klasszikus gitár feje a húrgépekkel

A mechanikus húrgépek alkalmazása előtt a gitárok behangolása a nyak végén található lapos hangolófejen két sorban szimmetrikusan elrendezett hátsó állású fakulcsokkal történt (ez a megoldás flamencogitároknál néha ma is előfordul). Ennek megfelelően a mai klasszikus gitár csigakerekes áttétellel működő húrgépei úgy vannak a fejre szerelve, hogy a kézzel forgatható kulcsok ugyanígy hátrafelé álljanak, a húrokat feltekerő orsószerű alkatrészek viszont ezért a fej síkjába kerülnek, tehát a húrok a fej anyagába vágott hosszúkás nyílásokon tudnak azokra csatlakozni. Ez eredményezi a klasszikus gitár jellemző, áttört fejformáját.
Abból a célból, hogy a húrok a nyeregnél megfelelő szögben megtörhessenek, és így stabil rezgési végpontot kapjanak, a fej a nyakhoz képest 12–18 fokos szögben hátra van döntve. Emiatt a fej legtöbbször külön darabból készül, és lapolással vagy csapolással van a nyakhoz rögzítve. A fej elülső síkja dekoratív nemesfa borítású, néha faragással, berakással díszített, a végének egyéni megformálása a készítő „névjegyeként” funkcionál.

#### Nyereg

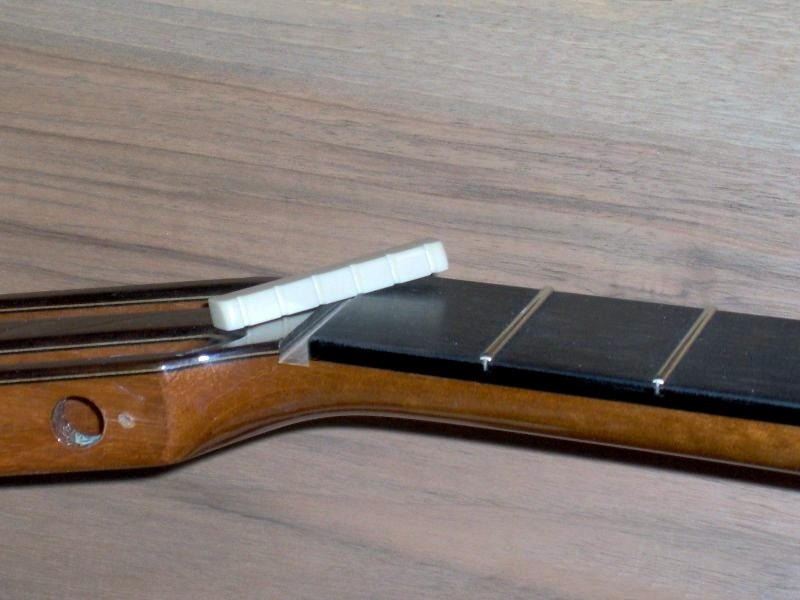
A nyereg elhelyezése

A fej és a fogólap határvonalán fut keresztbe a nyereg vagy szemöldök. Feladata a húrok felső rezgési végpontjainak rögzítése, térbeli helyzetük meghatározása. Anyaga hagyományosan csont, de készülhet keményfából vagy megfelelő műanyagból is. A felső felületén a húrok számának, kiosztásának megfelelően kis bemélyedéseket, hornyokat képeznek ki a húrok alátámasztására, megvezetésére. Elkészítése nagy pontosságot igényel, milyensége alapvetően meghatározza a hangszer játszhatóságát, használhatóságát. Ritkán szokták ragasztással rögzíteni, legtöbbször kivehető, cserélhető alkatrész.

#### Fogólap
A fogólap a klasszikus gitár nyakának kifelé néző sík felületét borítja be, de rányúlik a tetőre is, egészen a kerek hanglyukig, vagy akár még tovább tart. A fogólapra szorítja le a zenész a húrokat, hogy hangmagasságukat módosítsa. A pontos intonációt a rajta keresztbe futó fémpálcikák, az érintők vagy bundok könnyítik meg. Ezekre azért is szükség van, mert a folyamatos gerjesztéssel megszólaltatott vonós hangszerekkel szemben a pengetős hangszereknél lényeges, hogy a leszorított húrok kemény alátámasztást, rezgési végpontot kapjanak, hogy minél kisebb csillapítással minél tovább szóljanak.
A fogólapnak kemény, a kopásnak jól ellenálló anyagból kell lennie, erre a célra az ébenfa és a paliszander a legelterjedtebb. A klasszikus gitár fogólapjának felülete szinte mindig sík, lakkozatlan, vastagsága 5–6 milliméter. Hagyományosan tizenkilenc, ritkán húsz érintője van, a tizenkettedik érintő, vagyis az oktávbund pontosan a nyak és a test találkozási pontjára esik.

### Test

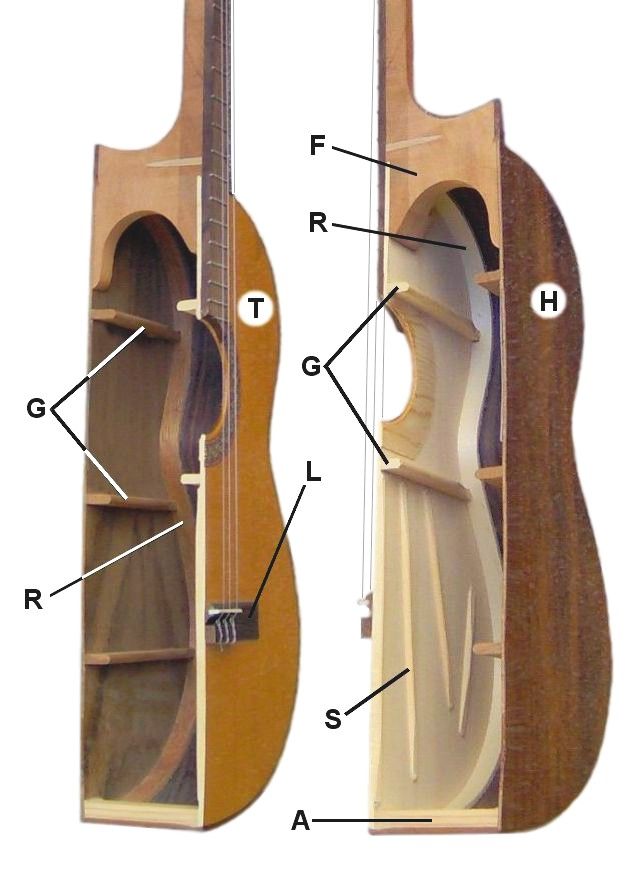
A test részei (jelölések a szövegben)

A klasszikus gitár testét a tető (T), a hát (H) és az oldallapok határolják. Az ezeken a felületeken, elsősorban a tetőn létrejövő hajlítási hullámok sugározzák a térbe a gitár hangját. Belső térfogata üregrezonátorként működik, melynek nyílását a tetőn lévő kerek hanglyuk alkotja, ez szintén részt vesz a gitárhang megformálásában.
A hát rendszerint két szimmetrikus darabból van összeállítva, az illesztés vonalát belülről fúgatakaró léc fedi, legtöbbször három feszített keresztgerendával (G) van merevítve. Anyaga paliszander, mahagóni, dió- vagy jávorfa. A flamencogitárok hagyományos anyaga a ciprusfa. Vastagsága a tetőhöz hasonlóan 2–3 milliméter közötti.
Az oldallapok ugyanabból a faanyagból készülnek, mint a hát, 1,5–2 milliméter vastagok, gőzöléssel vannak a szükséges formára alakítva. A klasszikus gitár oldala, kávája két szimmetrikus darabból van összeállítva, az alsó (A) és a felső tőke (F) révén csatlakoznak egymáshoz. A felső tőkébe illeszkedik a nyak, vagy a felső tőke magának a nyaknak a meghosszabbítása. A tető és a hát rögzítését az oldallapokhoz belső ragasztólécek (R) segítik, ezek vagy a kávához hasonlóan meghajlított, ahhoz ragasztott puhafa csíkok, vagy sok külön-külön, sorban egymás után beillesztett, háromszög alakú fadarabka (peones) tölti be ezt a szerepet.
A gitártest elkészítéséhez a tömör, vékonyra gyalult fatáblákat gyakran rétegelt lemezzel helyettesítik. Ez a megoldás elsősorban az olcsó gyári hangszerek sajátja, de néha értékes gitároknál is alkalmaznak több rétegből összetett anyagokat, elsősorban a hát és az oldalak építésénél.

#### Tető
A legtöbb húros hangszerhez hasonlóan a klasszikus gitárra is igaz, hogy tetejének, fedlapjának van a legnagyobb szerepe abban, hogy húrjainak rezgését hallható hangként érzékelhetjük. A rezgő húr – kis felülete és az akusztikai rövidzár jelensége miatt – önmagában nagyon rossz hatásfokkal tud hangot sugározni, de ha egy rugalmas lemezhez rögzítjük az egyik végét, a lemezen a rezgés által gerjesztett hajlítási hullámok már nagyobb felületen képesek a húrok rezgését a hangot továbbító közegnek, a levegőnek átadni. Így a rezgő húrban tárolt energia nagy része hallható hanggá alakulhat. Ezt a feladatot látja el a klasszikus gitár teteje, más szóval rezonánsa.

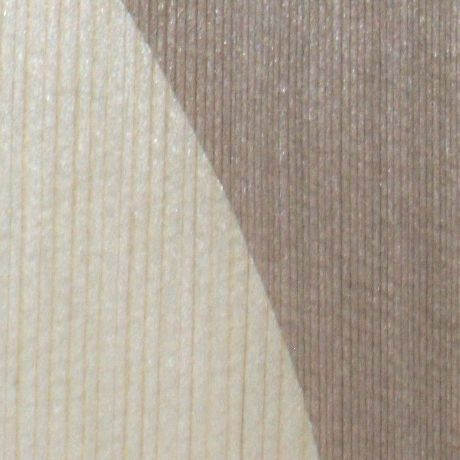
„Fenyő” és „cédrus” tetőanyagok egymás mellett

Anyagának megválasztása, méretezése, gerendázata döntő mértékben meghatározza a hangszer hangját. A klasszikus gitár – és a legtöbb húros hangszer – tetejének leggyakoribb anyaga a lucfenyő, méghozzá annak nagyon szigorúan válogatott, sűrű pásztájú példányai. A fának mindig sugárirányú metszetét használják, ami azt jelenti, hogy a tetőanyagban az évgyűrűk síkjai merőlegesen állnak a tető síkjára. Vastagsága 2–3 milliméter között van, rendszerint két szimmetrikus darabból állítják, „fúgolják” össze.
Az 1960-as évektől kezdve egyre nagyobb nehézséget jelentett a kiváló minőségű lucfenyő alapanyag beszerzése, ezért a hangszerkészítők, gyártók újabb faanyagokat próbáltak ki erre a célra. Így került sor a „vörös cédrus” vagy „kanadai cédrus” (valójában óriás tuja, thuja plicata) felhasználására, amely egy új, a lucfenyőétől különböző, de vele egyenértékű gitárhangot eredményezett. Sötétebb, barnásvöröses színéről lehet felismerni.

#### Gerendázat
A klasszikus gitár belső felépítésében még fontos szerepe van a tető és a hát gerendázatának (G). Gerendákra, a tető- és a hátlapot (néha az oldallapot is) megerősítő merevítőlécekre azért van szükség, mert a tető és a hát vékony, és ahhoz képest nagy felületű anyagból van, és különösen a puhafából készült tető – a húrláb terhelése következtében – igen nagy statikai és akusztikai igénybevételnek van kitéve.
A hát egyszerű, keresztben futó gerendákkal van ellátva, ezek feszítettsége, íveltsége biztosítja gömbhéjszerűen domború formáját. Keresztgerendákat a tető merevítésére is használnak, de ezeket a húrláb alatti területen kiegészítik más irányú gerendákkal is. Ezek közül legnevezetesebbek a legyezőbordák vagy sugárgerendák (S), melyek a nevüknek megfelelően a szétnyitott legyezőhöz hasonló alakzatban helyezkednek el. A gitárkészítők nagy jelentőséget tulajdonítanak annak, hogy a tető gerendázatát milyen séma szerint készítik el, erre napjainkban is újabb és újabb megoldások látnak napvilágot.

#### Húrláb
A húrláb (L) feladata, hogy a húrok rezgését a tetőnek továbbítsa, és hogy térbeli helyzetüket a felső nyereggel együtt rögzítse. A klasszikus gitár esetén ez a rész szoros egységet képez a húrtartóval, vele egybeépítve van a tetőre ragasztva nagyjából annak alsó harmadánál. A húrok rögzítése egy lyukon átfűzve, csomózással történik, a szorosabb értelemben vett láb szerepét egy kivehető csontnyereg tölti be, a húrok ezen megtörve, erre támaszkodva haladnak tovább a felső nyereg felé. Keményfából, paliszander- vagy ébenfából készül.

### Húrozás
| Hang | Felépítés | Átmérő, mm | Feszítés, kp |
| ---- | --------- | ---------- | ------------ |
| E    | sima      | 0,7        | 7,0          |
| H    | sima      | 0,9        | 6,5          |
| G    | sima      | 1,0        | 5,1          |
| D    | fonott    | 0,7        | 7,3          |
| A    | fonott    | 0,9        | 6,8          |
| E    | fonott    | 1,1        | 5,7          |

Mint minden húros hangszer, a klasszikus gitár hangja is megfeszített húrjainak rezgéséből ered. A klasszikus gitár hat húrjának hangolása E – A – d – g – h – e', menzúrája, tehát maximális rezgő húrhosszúsága 650, ritkán 660 milliméter (Ramirez). A húrok átlagos feszítettsége egyenként 6–7 kilopondnak megfelelő, átmérőjük 0,6–1,2 milliméter között változik. Eredetileg bélhúrokat használtak, de az 1940-es évektől kezdve nylonszálból kezdtek olcsó, tartós, a bélhúrokéval szinte azonos hangzású húrokat gyártani. A három magasabb hangolású húr tömör, a három mélyebb vékony szálakból van összesodorva, majd fémszállal körbetekerve. Ezeket fonott vagy palástolt húroknak nevezzük. Ezzel a megoldással a fémek nagyobb sűrűségét kihasználva úgy lehet megnövelni a húr fajlagos tömegét, hogy az átmérő közben kicsi marad. Így elérhető, hogy a húrok átmérője, feszítettsége viszonylag szűk határok között legyen, ami a hangzás kiegyenlítettsége miatt és játéktechnikai okokból egyaránt lényeges.
A mellékelt táblázat a klasszikus gitár átlagos húrkészletének adatait tartalmazza.
A húrok egymástól való távolsága a nyeregnél 8,6–9, a húrlábnál 11,5–12 milliméter. A felső nyeregnél a húrok csak minimális mértékben emelkednek az érintők síkja fölé, magasságuk félúton az oktávbund fölött 3,5–4,5, a húrlábnál a tető fölött 8–12 milliméter. Az alacsonyabb állású, kisebb „nyomású” húrok a bal kéz számára könnyedebb játékot tesznek lehetővé, ugyanakkor kilengésükkor könnyebben csapódnak a bundokhoz, kellemetlen zörgést okozva. A magasabbra állított húrok nagyobb dinamikát engednek meg. A húrmagasság beállítása a húrláb csontbetétjének változtatásával, cseréjével történik.

## Története
A mai gitár legáltalánosabb sajátosságait mutató – karcsú, dobozszerű testű, attól elkülönülő hosszú nyakú – pengetős hangszerek már az ókorban léteztek. A hettita birodalomból, a régi Mezopotámiából és Egyiptomból is maradtak fenn ilyen zeneszerszámok ábrázolásai. Ezek minden bizonnyal nyárslantok voltak, melyek egy rezonátortesten keresztüldöfött rúdból álltak, ahol ez a rúd a nyak és a húrtartó szerepét is betöltötte.
A gitárt a középkortól egészen napjainkig a spanyolokkal szokás összekapcsolni, és nem alaptalanul. A középkor első, a mai gitárra emlékeztető hangszerábrázolásai a 10. századtól, majd a guitarra hangszernév a 13. századtól az Ibériai-félszigeten bukkantak fel. Kézenfekvő volna feltételezni, hogy a lanthoz és több más hangszerhez hasonlóan a gitár ősét is a félszigetet a 8. századtól kezdve megszálló arabok, a „mórok” hozták magukkal, de ennek ellentmond, hogy a muszlim zene története nem ismer olyan hangszert, amelyből a gitár egyértelműen levezethető lenne.

### Középkor
A 10–13. század ábrázolásain látható gitárszerű hangszerek alsó húrrögzítésűek, a húrláb két oldalán szimmetrikus, félhold alakú hanglyukaik vannak, fejrészük a lantoknál ismert módon hátratört formájú vagy sarló alakú, oldalsó állású kulcsokkal. A Santiago de Compostela-i székesegyház 12. századi Pórtico de la Gloria domborművén ábrázolt hangszerek is ezeket a vonásokat mutatják, de ezek a kor fiduláihoz hasonlóan lapos, elülső állású kulcsokkal ellátott hangolófejjel rendelkeznek.
A kasztíliai Juan Ruiz (Arcipreste de Hita) 1330-ban írt híres El libro de buen amor-jában kétféle gitárról tesz említést, a „guitarra latina”-ról, vagyis latin gitárról, és a „guitarra morisca, de las voses aguda”-ról, az „éles hangú” mór gitárról.
Itt feltehetőleg nem a gitár két változatáról van szó, hanem két teljesen különböző hangszerről, melyek közül nyilván a „latin gitár” a mi gitárunk őse, a másik egy lantszerű hangszer, talán a későbbi guiterne elődje. Ebben az időszakban, a 13–14. században a gitár sok mindenben az egyre népszerűbbé váló lanthoz hasonult, átvette tőle a középen elhelyezett hanglyukat, a tetőre ragasztott húrlábat, melyen a húrokat csomózással rögzítették, a bélhúrokat, a plektrum helyett ujjakkal való pengetést, és a korabeli lantokra jellemző négykórusos húrozást.

### Reneszánsz

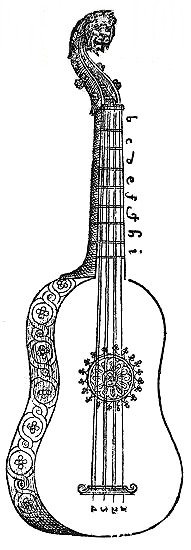
Négykórusos gitár ábrázolása Mersenne-nél

A 16. századra sok más hangszerhez hasonlóan a gitár is szabványosodott, méreteit, felépítését, hangolását tekintve. Nagysága a mainak nagyjából háromnegyede, teste hajlított kávákkal, sík tetővel, sík vagy domborított háttal épül fel, a derekánál még csak enyhén karcsúsított. Egyetlen hanglyuka középen van, díszes rozettával fedve. A húrláb a lantokhoz hasonlóan csomózásos rendszerű, a tetőre ragasztva. A fogólap bundozott, a tetővel egy síkban van, az érintők leggyakrabban a nyakra hurkolt bélhúrok, de előfordul fa-, csont- vagy fémbundozás is. A fej legtöbbször lapos, hátsó állású kulcsokkal, de előfordul a gambákhoz hasonlóan hátraívelő kulcsszekrény is, oldalsó állású kulcsokkal.
A gitár nem a hivatásos zenészek, inkább a műkedvelők hangszere volt. Húrozása négykórusos, leginkább 2 + 2 + 2 + 1 húros elrendezésben. A spanyol Alonso Mudarra 1546-os vihuela-tabulatúrái között már találunk néhány darabot erre a hangszerre. Az itáliai Melchiore de Barberiis 1549-es lant-tabulatúrái között négy ilyen gitárra írt fantázia is szerepel. A francia Adrien Le Roy és Robert Ballard 1551 és 1555 között kiadott tabulatúrái is négykórusos gitárra íródtak. E hangszerek hangolására a legtöbb szerző a következőt adja meg: c – f – a – d'.
A 16. századi Spanyolországban felbukkant egy viszonylag rövid életű, de a tabulatúrairodalomban gazdag gitárféleség, a fentebb már említett vihuela, vagy „vihuela de mano”, azaz kézi viola. Legtöbbször hat, ritkábban öt vagy hét húrpárral volt felszerelve, a tenor lant hangolását követte, azaz G – c – f – a – d' – g'. A gitárral szemben a hivatásos muzsikusok, képzett zenészek hangszere volt.

### Barokk

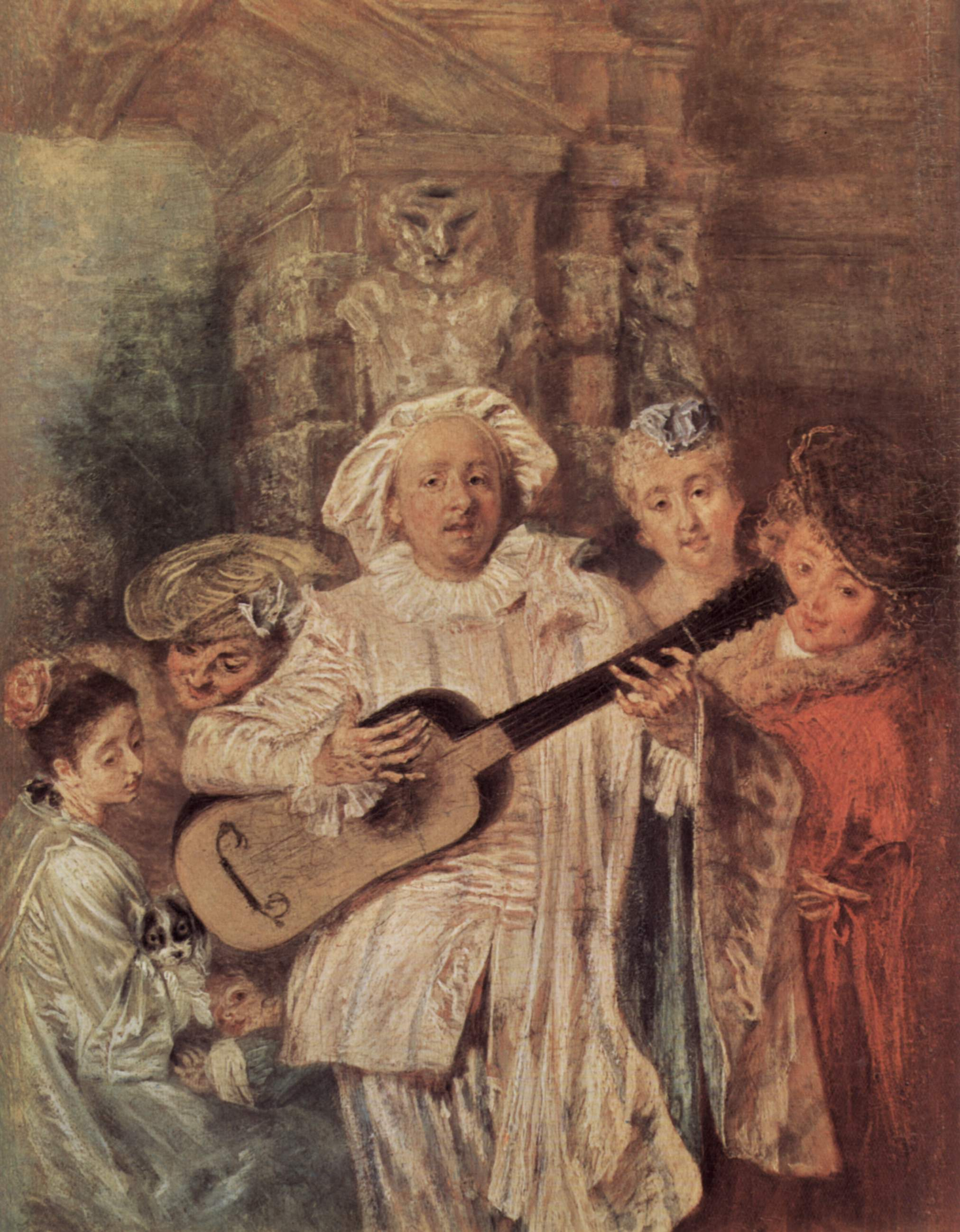
Barokk gitár Jean-Antoine Watteau festményén

A négykórusos gitár még a 16. század végén kiegészült egy ötödik húrcsoporttal, amely a hangszer hangterjedelmét lefelé növelte meg. Az új hangolás: G – c – f – a – d', vagy az összes húr egy hanggal feljebb hangolva: A – d – g – h – e'. Ez utóbbi már azonos a mai gitár felső öt húrjának hangolásával. Figyelemre méltó, hogy míg riválisát, a lantot a következő évszázadokban egyre több húrral, egyre bonyolultabb húrozattal látták el, addig a már spanyol gitárnak nevezett hangszer több mint 200 éven át lényegileg ugyanaz maradt. Talán éppen ez az egyszerűség a magyarázata annak, hogy a gitár – szemben a lanttal – napjainkig töretlenül megőrizte népszerűségét. Ezzel természetesen együtt járt, hogy e korszakban a „művészi” zenében mindvégig a lant, később a csembaló árnyékában húzódott meg, viszont nemcsak a műkedvelő polgárok, színészek, kurtizánok használták, de arisztokraták, hercegek, sőt maga XIV. Lajos francia király is rajongott érte.
Az első ismert gitárelméleti művet Juan Carlos Amat orvos írta a már ötkórusos gitárról. Spanyolországban Francisco Guerau tabulatúrákat, Gaspar Sanz gitáriskolát írt, Itáliában Antonio Carbonchi, Carlo Calvi, Domenico Pellegrini, Franciaországban Henri Grenerin, Németországban Johann Caspar von Düremberg adtak ki gitárműveket, és még sokan mások. A korszak kiemelkedő gitárkészítői voltak a francia René Voboam, a velencei Domenico Sellas és a hamburgi Joachim Tielke, de Antonio Stradivari is készített gitárokat.

### Klasszikus kor
A 18. század közepe felé kezdték – először Spanyolországban – az ötkórusos gitárt egy hatodik húrpárral kiegészíteni, ezzel létrejött a hangszer ma elterjedt hangolása: E – A – d – g – h – e'. A dupla húrok oktávhelyzete megfelelt a mai tizenkét húros gitároknak. A hatodik, mélyebb húr hozzáadását az is elősegítette, hogy ebben a korban már egyre szélesebb körben voltak hozzáférhetőek a fémszállal körbetekert bélhúrok, melyek viszonylag rövid menzúra esetén is erős, felhangdús basszushangot tudtak kiadni. Többek között ez is közrejátszhatott abban, hogy a 18. század végétől az új hat húrpáros gitárokat egyre gyakrabban használták szimpla húrozással, hathúros hangszerként.

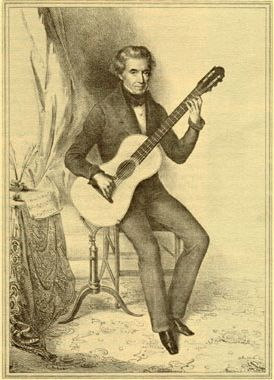
Dionisio Aguado

A 19. század elejétől már általánossá vált az új hangszerváltozat, 1808-tól kezdve nyomtatott irodalma is volt, már nem tabulatúra, hanem kotta formájában, ami elősegítette bebocsáttatását a „komoly” hangszerek közé. A 19. század gitárjának felépítése már szinte mindenben megfelelt a napjainkban használt klasszikus gitárnak. Egyre elterjedtebbé vált a mechanikus húrgépek használata, a fogólap az 1820-as évektől már rendszerint a tető síkja fölé emelkedett, általánossá váltak a fém érintők, a nyitott, faragott rozetta nélküli kerek hanglyuk, a maihoz hasonló, kombinált húrláb és húrtartó, a tető belső merevítése legyező alakban elrendezett bordákkal. A hangszertest méretei, a menzúra ebben az időben a mainál kisebbek voltak.
A 19. század első felében Bécs vált a gitár fővárosává, a fejlődő közlekedési lehetőségek, a vasút révén egyre többet utazó muzsikusok találkozóhelyévé. Az olasz Mauro Giuliani, Luigi Leguani, a spanyol Fernando Sor, Dionisio Aguado voltak e korszak ünnepelt gitárvirtuózai, gitáros zeneszerzői. Fernando Sor 1830-ban adta ki Méthode pour la Guitare című művét, melyet még ma is figyelemre méltó gitáriskolának tartanak. A spanyol hangszerkészítők közül Joseph és Juan Pagés, Josef Benedict (Benedid), José Guerra és fiai, a cádizi iskola képviselői emelkedtek ki, Itáliában a Fabricatore család, Franciaországban René Lacôte, Nagy-Britanniában Louis Panormo, Ausztriában Johann Stauffer alkottak maradandót.

### A modern gitár
Az 1850-es években Julián Arcas spanyol gitáros tanácsára Antonio de Torres sevillai gitárkészítő olyan módosításokat, újításokat vezetett be a gitáron, melyek Arcas, majd később Francisco Tárrega gitárművész, zeneszerző és tanítványainak munkássága révén széles körben ismertté váltak, míg végül világszerte ez a hangszertípus vált a klasszikus koncertgitár szabványává. Torres gitárjai már gyakorlatilag minden szempontból azonosak a mai klasszikus gitárokkal. A test méretei megnőttek, a menzúra 650 milliméterben lett rögzítve, a nyak is kissé szélesebb lett. A tető belső merevítése, gerendázata napjainkban is legtöbbször Torres megoldásait követi.
A 20. század legnagyobb hatású klasszikus gitárosa kétségtelenül Andrés Segovia, aki Tárrega tanítványának, Miguel Llobet-nek barátja volt. Segoviának óriási szerepe volt a gitár 20. századi reneszánszában, abban, hogy a hangszer napjainkban nem csak a műkedvelő és populáris zenében, de a koncerttermekben is jelen van. A század legendás gitárkészítői közé tartoznak Manuel Ramirez, José Ramirez és „dinasztiája”, Santos Hernandez, Domingo Esteso, Hermann Hauser, Manuel Contreras.
Végül meg kell említeni, hogy a klasszikus gitár máig sem lankadó népszerűségében fontos szerepet töltöttek, töltenek be azok a 20. században kifinomult könnyűzenei stílusok, szubkultúrák – blues, rock, folk, pop – is, melyek nagy részben a klasszikus gitár fiatalabb testvérei, a fémhúros akusztikus gitár, illetve az elektromos gitár kultuszára épültek.

## A klasszikus gitár jelentősebb zeneszerzői

### 19. század
- Dionisio Aguado (1784–1849)
- Julián Arcas (1832–1882)
- Luigi Boccherini (1743–1805)
- Matteo Carcassi (1792–1853)
- Ferdinando Carulli (1770–1841)
- Napoléon Coste (1806–1883)
- Anton Diabelli (1781–1858)
- Mauro Giuliani (1781–1829)
- Luigi Legnani (1790–1877)
- Antonio Gimeniz Manjon (1866–1919)
- Johann Kaspar Mertz (1806–1856)
- Fernando Sor (1778–1839)
- Francisco Tárrega (1852–1909)
- Marco Aurelio Zani de Ferranti (1800–1878)

### 20. század
- Agustín Barrios (1885–1944)
- Benjamin Britten (1913–1976)
- Leo Brouwer (1939–)
- Mario Castelnuovo-Tedesco (1895–1968)
- Manuel de Falla (1876–1946)
- Antonio Lauro (1917–1986)
- Darius Milhaud (1892–1974)
- Astor Piazzolla (1921–1992)
- Manuel Ponce (1886–1948)
- Francis Poulenc (1899–1963)
- Emilio Pujol (1886–1980)
- Joaquín Rodrigo (1901–1999)
- Heitor Villa-Lobos (1887–1959)

## Klasszikus gitárosok
Lásd: Gitárosok listája stílusuk szerint